# Римстинг
Ри́мстинг (нім. Rimsting) — громада в Німеччині, розташована в землі Баварія. Підпорядковується адміністративному округу Верхня Баварія. Входить до складу району Розенгайм.
Площа — 20,00 км2. Населення становить 3971 ос. (станом на 31 грудня 2020).